# Sarah Al-Souhaimi
Sarah Al-Souhaimi, née en novembre 1979, est la première femme PDG d'une banque saoudienne en 2014 puis la première femme, en 2017, à la tête d’une institution gouvernementale saoudienne.

## Biographie
Son père, Jammaz al-Souhaimi, est un  financier, patron de la Capital Market Authority (CMA) en Arabie saoudite de 2004 à 2006, puis patron  de la Gulf International Bank (en), à Bahreïn. Malgré son attrait pour la littérature, elle étudie les sciences administratives, spécialité comptabilité, à l’université du Roi-Saoud, puis poursuit en gestion générale à l'université Harvard, aux États-Unis.
Concomitamment à la fin de ses études, elle commence son parcours professionnel. En 2007, elle débute comme gestionnaire de portefeuille senior au Samba Financial Group (en), puis devient directrice des investissements chez Jadwa Investment, avant d’être choisie, en septembre 2013, pour siéger au sein du comité consultatif de la Capital Market Authority, où elle reste deux ans. En 2014, elle est nommée directrice générale de la banque d'investissement NCB Capital, branche de National Commercial Bank, la première banque saoudienne, la première banque du monde arabe en biens propres, et l'une des pionnières en finance islamique dans le monde. Elle devient ainsi en 2014 la première femme nommée à la tête d'une banque d'investissement saoudienne, et d'une des plus prestigieuses.
En 2017, elle devient également présidente de la Bourse saoudienne, élue par le conseil d'administration de cet opérateur boursier, qui réunit des représentants de la Banque centrale, et des ministères des Finances et du Commerce, et première femme à diriger une institution financière gouvernementale en Arabie saoudite. Elle conserve pour autant son poste à NBC Capital,,.